# Johann Jakob Christian Donner
Johann Jakob Christian Donner (* 10. Oktober 1799 in Krefeld; † 28. März 1875 in Stuttgart) war ein deutscher Übersetzer antiker griechischer und lateinischer Dichter. Er ist besonders für seine Übersetzungen unter Beibehaltung des antiken Versmaßes bekannt.

## Leben
Donner wurde 1799 als Sohn eines Kaufmanns in Krefeld geboren und siedelte später nach Stuttgart über, wo er das Gymnasium besuchte. Von seinem Vater ursprünglich zum Kaufmann bestimmt, absolvierte er auf Initiative seiner Lehrer hin 1813 das theologische Landexamen und bezog das theologische Seminar zu Schöntal, das er allerdings schon 1815 wieder verließ. Nach der Reifeprüfung am Stuttgarter Gymnasium ging Donner 1817 an die Universität Tübingen, um Evangelische Theologie und Klassische Philologie zu studieren. Während seines Studiums wurde er 1817 Mitglied der Burschenschaft Germania Tübingen. Schon während seines Studiums versuchte er sich als Übersetzer und veröffentlichte 1821 die Satiren Juvenals auf Deutsch. 1822 folgte seine Übersetzung der Satiren des Persius und sein Examen. Der Schriftsteller und Übersetzer Johann Heinrich Voß, der durch seine Übersetzung der homerischen Ilias und Odyssee berühmt geworden war, bewertete diese frühen Werke wohlwollend; zwischen den beiden entspann sich ein freundschaftlicher Briefwechsel.
1823 wurde Donner als Repetent am evangelischen Seminar in Urach, später in Tübingen angestellt und unterbrach seine Übersetzungsarbeit. Nach seiner Ernennung zum Gymnasialprofessor in Ellwangen (1827) widmete er sich den Lusiaden (Os Lusíadas) des portugiesischen Dichters Luís de Camões. Erste Proben seiner Übersetzung, die mit Lob angenommen wurden, veröffentlichte er bereits 1827 im Ellwangener Morgenblatt. Die vollständige Fassung veröffentlichte er 1833 in gebundener Form. Sein bekanntestes Werk war die Übersetzung der Tragödien des Sophokles (1838–1839), das bis 1889 elf Neuauflagen erlebte. Mit diesem Werk festigte er seine Position als bedeutender Übersetzer: Bei der musikalischen Fassung der sophokleischen Tragödien Antigone und König Ödipus, die Felix Mendelssohn Bartholdy im Auftrag des preußischen Königs Friedrich Wilhelm IV. komponierte, wurde Donners Übersetzung verwendet.
In den folgenden Jahren veröffentlichte Donner lediglich eine Übersetzung der Tragödien des Euripides (1843); im selben Jahr wurde er von Ellwangen nach Stuttgart versetzt. Nach seiner Pensionierung (1852) widmete er sich verstärkt der Übersetzung und veröffentlichte metrische Übersetzungen der Werke des Aischylos (1854), Homer (Ilias und Odyssee, 1860), Pindar (1860), Aristophanes (1861), Terenz (1864) und Plautus (1865). Ein Schlaganfall bereitete seiner Arbeit im Jahr 1872 ein jähes Ende. An dessen Folgen starb er am 28. März 1875.
Bis heute werden Donners Übersetzungen häufig verwendet, zum Beispiel in den Ausgaben von Reclams Universal-Bibliothek.